# Кодор
Кодо́р, Кодо́ри или Кудры́ (абх. Кәыдры [Кудры], груз. კოდორი [Кодори]) — река в Абхазии, впадающая в Чёрное море. Кодор представляет быструю горную реку длиной 84 километра. Средний расход воды — 132 м³/с. Площадь водосборного бассейна — 2027 км².
Кодор берёт начало с южных склонов Главного Кавказского хребта, в окрестностях Нахарского перевала, на границе Цебельды и Карачая на высоте около 3200 метров. Составляется из двух горных рек: Гвандра и Сакен. Вторая из них, восточная и более значительная, является главным истоком Кодора.
Приняв справа реку Клыч, протекающую по узкому и живописному ущелью, Кодор направляется на запад с небольшим уклоном на юг, принимает справа значительный приток Адзгара, образует одну из наиболее продольных долин у южного склона главного Кавказского хребта. На широте Сухума Кодор круто поворачивает на юго-запад и, выйдя из гор, течёт по лесистой равнине к Чёрному морю, куда и впадает тремя рукавами.
С точки зрения гидрохимии, вода Кодора относится к гидрокарбонатно-кальциевому типу, по жёсткости характеризуется как «очень мягкая». Степень минерализации в истоке — очень малая. Исследования фитопланктона в устье реки, проведённые в 2013—2014 годах, показали, что она обладает олиготрофным статусом, а вода в ней относится к классу качества «чистая».
По ущелью Кодора через Клухорский перевал в Главном Кавказском хребте проведена Военно-Сухумская дорога для сообщения Сухума с Черкесском.
По названию реки было названо парусно-учебное судно финской постройки для Советского Союза «Кодор». Судно принимало участие в съёмках фильма «В поисках капитана Гранта».
- Багатская теснина
- Вид на реку в начале ноября